# Buchholz (Schaumburg)
 For alternative betydninger, se Buchholz. (Se også artikler, som begynder med Buchholz)
Buchholz er en by og kommune i det nordvestlige Tyskland med godt 750 indbyggere (2013)[kilde mangler], beliggende i den sydøstlige del af Samtgemeinde Eilsen under Landkreis Schaumburg. Denne landkreis ligger i delstaten Niedersachsen. Kommunen er beliggende i Naturpark Weserbergland Schaumburg-Hameln mellem byerne Minden og Hameln.